# Komuna e Qendrës, Fier
Komuna e Qendrës är en kommun i Albanien.   Den ligger i prefekturen Qarku i Fierit, i den centrala delen av landet, 70 km söder om huvudstaden Tirana.
Trakten runt Komuna e Qendrës består till största delen av jordbruksmark. Runt Komuna e Qendrës är det ganska tätbefolkat, med 199 invånare per kvadratkilometer.